# Grand Prix Framar (Radsport)
Der Grand Prix Framar (tschechisch:Velká cena Framaru) ist ein Bahnradsportwettbewerb für Sprinter, der traditionell in Prag veranstaltet wird. Es ist der älteste noch ausgetragene Radsportwettbewerb in der Tschechischen Republik.

## Die Geschichte
Sieger der ersten Austragung im Jahre 1938 war Josef Konarek, der auch den ersten Bahnwettbewerb 1941 gewann. Das Rennen wurde zum ersten Mal auf der Straße 1938 in Prag als Rundstreckenrennen organisiert: Aber sobald im Jahr 1941 die Radrennbahn „Velodrom Třebešín“ eröffnet worden war, wurde das Rennen auf die Bahn verlegt und als Sprinterrennen ausgetragen. 2017 fand die bereits 75. Austragung statt, in einigen Jahren konnte das Rennen aus verschiedenen Gründen (z. B. 1968 Prager Frühling, Rekonstruktion) nicht stattfinden. Aufgrund von verschiedenen Bauarbeiten auf der Bahn wurde der Grand Prix in Louny (1967), in Brno (1969 und 1970) in Pilsen (1989) und auf der Prager Hallenbahn (1996 bis 1999 und 2005) veranstaltet. Organisator des Turniers in den ersten Jahren war ihr Gründer František Martinek, gefolgt von seinem Sohn František Martinek jr. Später übernahm der Verein TJ KOVO Prag die Ausrichtung und Organisation.
Für den Grand Prix Framar haben sich in der Vergangenheit bekannte Namen des Bahnsprints eingeschrieben, so starteten u. a. Daniel Morelon, Yave Cahard, Bruno Gonzato, Michael Hübner, Lutz Heßlich, Anton Tkac, Ivan Kučírek oder John Nicholson beim Grand Prix Framar. Die ersten internationalen Teilnehmer kamen im Jahr 1959, französische Athleten des FSGT und Radsportler aus der DDR an den Start. Der Grand Prix Framar fand seit 1939 mit einer Unterbrechung in den Jahren 1987, 1992 und 1999 statt. Im Jahr 2000 wurde der Grand Prix Framar wieder als eines der TOP 10 Sprinterrennen der Union Cycliste International (UCI) in den internationalen Rennkalender aufgenommen. In der jüngeren Vergangenheit wurde der Grand Prix auch auf andere Disziplinen wie Keirin und Sprint der Frauen ausgeweitet. Für 2019 wurde der Wettbewerb für September im Rennkalender der UCI eingetragen.

## Die Bahn
Der Grand Prix Framar findet traditionell in Prag auf dem Velodrom Třebešín im Prager Ortsteil Stanice statt. Erbaut wurde die Radrennbahn 1941 vom Architekten Josef Sidlo. Mit einer Länge von 333 Metern, einer Breite von 7,8 Metern und Steilkurven von 34 Grad ist die Betonbahn die älteste noch in Betrieb befindliche Bahn in der Tschechischen Republik. Die Bahn steht auch Freizeitsportlern zur Verfügung. Auf dem Gelände finden auch regelmäßig kulturelle Events statt.

## Der Namensgeber und Sponsor
Sponsor und Namensgeber des Rennens ist die Prager Firma Framar.
Das Unternehmen Framar ist ein Familienunternehmen mit einer über 100-jährigen Tradition, die im Jahr 1905 von František Martínek gegründet wurde. Die Firma produziert Farben und Lacke. Im Jahr 1919 trat der Sohn František junior in die Firma als Lehrling ein. Im Jahr 1938 begründete Martínek sen. die Tradition des Radrennens mit dem Namen Grand Prix Framar. Martinek selbst war der alleinige Organisator in den ersten Jahren. In der Leichtathletik und im Radsport hat er schon zu seiner Zeit nach Methoden trainiert, die heute als wissenschaftlich bezeichnet werden. Als Radsportler gewann er fünf Meistertitel der Tschechoslowakei – zweimal im Sprint (1927 und 1928), einmal über 50 Kilometer (1929) und zweimal im Bergrennen. Er war später als Trainer, Erzieher und Funktionär weiterhin im Radsport tätig. Fortgesetzt wurde die Tradition des Grand Prix Framar von Martineks Sohn, der Eigentümer der Farben- und Lackefabrik in Modřany wurde und die enge Verbindung zum Radsport aufrechterhielt.

## Palmarès
| - 2024 Kevin Quintero - 2020–2023 nicht ausgetragen - 2019 Nien Hsing Hsieh (Taiwan) - 2018 Tomáš Bábek - 2017 Sieger nicht bekannt - 2016 Tomáš Bábek - 2015 Sieger nicht bekannt - 2014 Jiří Janošek - 2013 Sieger nicht bekannt - 2012 Jiří Janošek - 2011–2008 Sieger nicht bekannt - 2007 Matthias John - 2006 Mark French - 2005 Alois Kaňkovský - 2001–2004 Sieger nicht bekannt - 2000 Pavel Buráň - 1999 nicht ausgetragen - 1998–1993 Sieger nicht bekannt - 1992 nicht ausgetragen - 1991 Sieger nicht bekannt - 1990 Sieger nicht bekannt - 1989 Bill Huck - 1988 Michael Schulze - 1987 nicht ausgetragen - 1986 Vratislav Šustr - 1985 Michael Schulze | - 1984 Michael Hübner - 1983 Vratislav Šustr - 1982 Detlef Uibel - 1981 Václav Novák - 1980 Fredy Schmidtke - 1979 Yavé Cahard - 1978 Ivan Kučírek - 1977 Anton Tkáč - 1976 Ivan Kučírek - 1975 Miroslav Vymazal - 1974 Daniel Morelon - 1973 Vladimir Popelka - 1972 Miroslav Vymazal - 1971 Ivan Kučírek - 1970 Ivan Kučírek - 1969 Ivan Kučírek - 1968 nicht ausgetragen - 1967 Stanislav Volf - 1966 Jan Kolařík - 1965 Jiří Praveček - 1964 Bruno Gonzato - 1963 Ivan Kučírek - 1962 Antonín Staněk - 1961 Zbysław Zając | - 1960 Jan Lambrechts - 1959 Zdeněk Černý - 1958 Juraj Miklusica - 1957 Zdeněk Černý - 1956 Ladislav Fouček - 1955 Ladislav Fouček - 1954 Ladislav Fouček - 1953 Ladislav Fouček - 1952 Ladislav Fouček - 1951 Jaroslav Cihlář - 1950 Václav Machek - 1949 Zdeněk Štěpánek - 1948 Zdeněk Štěpánek - 1947 Jaroslav Cihlář - 1946 Jaroslav Cihlář - 1945 Jaroslav Cihlář - 1944 Vladimír Čapek - 1943 Vladimír Vojtěchovský - 1942 Vladimír Vojtěchovský - 1941 Josef Konarek - 1940 Josef Konarek - 1939 Josef Konarek |